# العساكرة (سوهاج)
قرية العساكرة هي إحدى القرى التابعة لمركز البلينا بمحافظة سوهاج في جمهورية مصر العربية. حسب إحصاءات سنة 2006، بلغ إجمالي السكان في العساكرة 4699 نسمة، منهم 2300 رجل و2399 امرأة.